# Microrégion du Norte Araguaia

Localisation de la microrégion du Norte Araguaia

La microrégion du Norte Araguaia est l'une des trois microrégions qui subdivisent le nord-est de l'État du Mato Grosso au Brésil.
Elle comporte 14 municipalités qui regroupaient 110 683 habitants en 2006 pour une superficie totale de 84 916 km2.

## Municipalités[1]
- Alto Boa Vista
- Bom Jesus do Araguaia
- Canabrava do Norte
- Confresa
- Luciára
- Novo Santo Antônio
- Porto Alegre do Norte
- Ribeirão Cascalheira
- Santa Cruz do Xingu
- Santa Terezinha
- São Félix do Araguaia
- São José do Xingu
- Serra Nova Dourada
- Vila Rica